# 兵庫県道465号多賀洲本線
兵庫県道465号多賀洲本線（ひょうごけんどう465ごう たがすもとせん）は、兵庫県淡路市から洲本市に至る一般県道である。

## 概要
淡路市多賀から洲本市中川原町安坂に至る。

### 路線データ
- 起点：淡路市多賀（兵庫県道88号志筑郡家線交点）
- 終点：洲本市中川原町安坂（兵庫県道46号洲本五色線交点）
- 総延長：17.125 km
- 事前通行規制区間[1]：淡路市山田 - 淡路市入野・洲本市五色町鮎原塔下 - 洲本市中川原町安坂

## 路線状況
淡路市入野で2車線のバイパスが開通し、入野地区集落の狭道を通らずに済むようになった。ただしバイパスは淡路市道入野線であり、狭道が今でも県道のままである。淡路市入野と洲本市五色町鮎原上 - 洲本市五色町鮎原塔下間を除き全体的に道幅が狭く、大型自動車が通行困難・すれ違い困難な箇所もいくつかある。
洲本市五色町鮎原塔下・兵庫県道46号洲本五色線接続部 - 洲本市中川原町安坂境界部がこの県道で一番の狭道で軽自動車でもすれ違い困難な箇所が多い。洲本市五色町鮎原塔下・洲本市中川原町安坂の境界付近から洲本市道先山線を南へ1 km程度で先山（千光寺・岩戸神社）がある。

### 重複区間
- 兵庫県道468号明神安乎線（淡路市入野）
- 兵庫県道66号大谷鮎原神代線（洲本市五色町鮎原上）
- 兵庫県道46号洲本五色線（洲本市五色町鮎原塔下）

## 地理

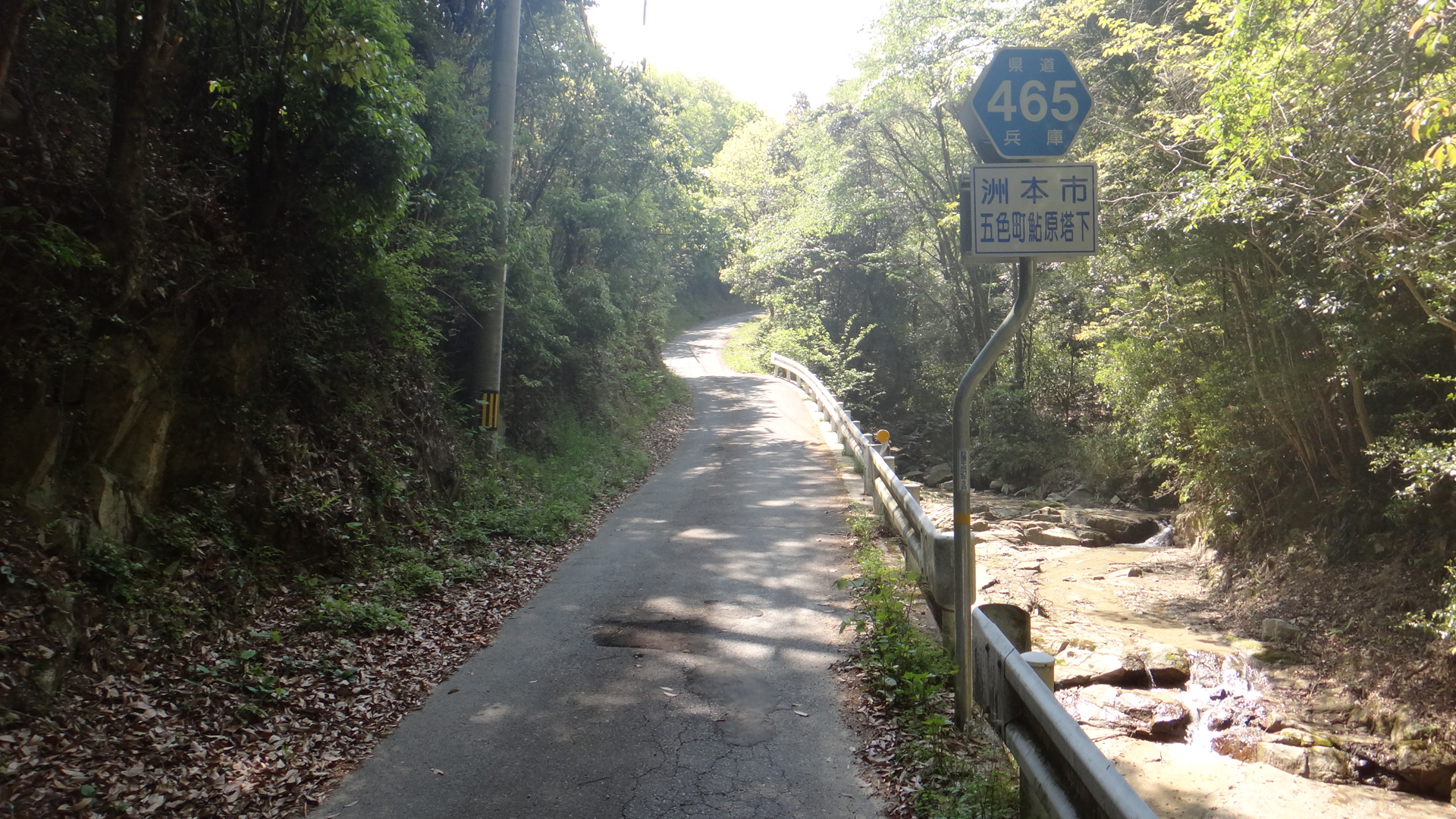
洲本市五色町鮎原塔下の狭道区間

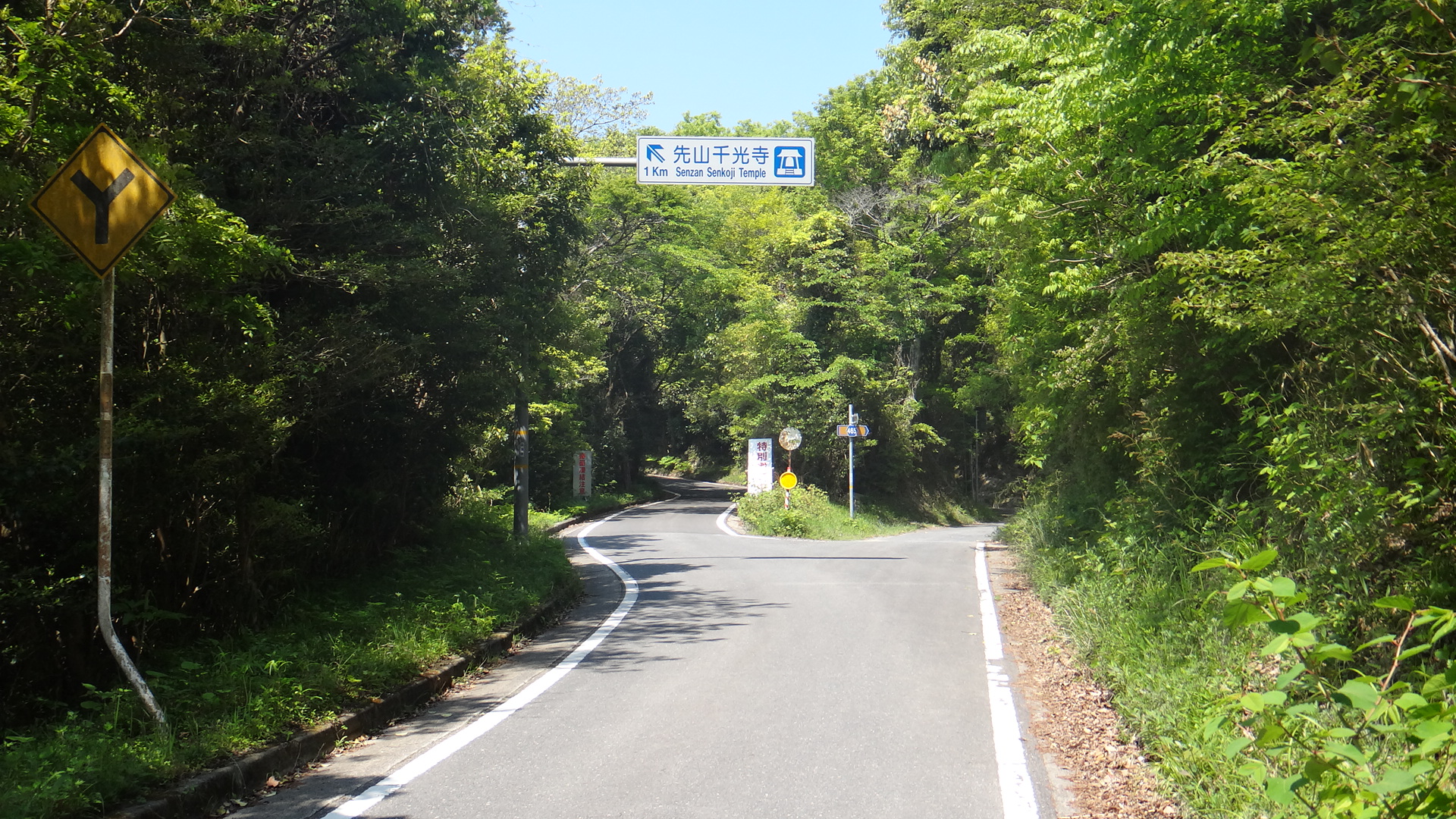
洲本市中川原町安坂にある洲本市道先山線との交点（手前と右奥が県道465号・左奥が市道先山線）

### 通過する自治体
- 淡路市
- 洲本市

### 交差する道路
| 交差する道路                                          | 市町村名 | 交差する場所   | 交差する場所 |
| ----------------------------------------------------- | -------- | -------------- | ------------ |
| 兵庫県道88号志筑郡家線                                | 淡路市   | 多賀           | 起点         |
| 兵庫県道468号明神安乎線 重複区間起点                  | 淡路市   | 入野           |              |
| 兵庫県道468号明神安乎線 重複区間終点                  | 淡路市   | 入野           |              |
| 兵庫県道66号大谷鮎原神代線 重複区間起点               | 洲本市   | 五色町鮎原上   |              |
| 兵庫県道66号大谷鮎原神代線 重複区間終点               | 洲本市   | 五色町鮎原上   |              |
| 兵庫県道471号安乎鮎原線                               | 洲本市   | 五色町鮎原塔下 |              |
| 兵庫県道46号洲本五色線 重複区間起点                   | 洲本市   | 五色町鮎原塔下 |              |
| 兵庫県道46号洲本五色線 重複区間終点                   | 洲本市   | 五色町鮎原塔下 |              |
| 兵庫県道46号洲本五色線 兵庫県道469号上内膳塩尾線 重複 | 洲本市   | 中川原町安坂   | 終点         |

### 沿線
- 淡路市立一宮小学校（起点付近）